# Potential Breakup Song (Ami Suzuki)
«Potential Breakup Song» es una canción convertida al japonés por la cantante Ami Suzuki con la discografía avex trax. Fue lanzado el 28 de noviembre de 2007.

## Información
La canción fue utilizada en una película de terror japonesa X-Cross, en la que Suzuki tiene el papel principal, junto con la canción original de Aly & AJ.
Esta canción fue el último sencillo joins.

## Canciones
1. Potential Breakup Song
2. Feel the beat
3. Potential Breakup Song （Sugiurumn Remix）
4. Potential Breakup Song （Instrumental）

- Datos: Q13475503